# Pseudocraterellus undulatus
Pseudocraterellus undulatus é uma espécie de fungo pertencente à família Cantharellaceae.